# Lac du Grésivaudan
Le lac du Grésivaudan est un ancien lac qui a occupé la vallée du Grésivaudan, en France, au cours de différentes glaciations et notamment la dernière, celle de Würm,.

## Situation et description
Ce lac périglaciaire se forme lorsque les glaciers de l'Isère, venant de Savoie au nord, et de la Romanche, venant de l'Oisans à l'est, libèrent les vallées qu'ils occupent et dont les fonds, surcreusés par l'érosion fluvioglaciaire, se remplissent d'eau,. 
L'étendue et la position du lac du Grésivaudan a fortement varié au cours des époques pour se limiter par exemple à la plaine de Moirans ou bien occuper à son étendue maximale un vaste espace allant de Rovon en aval de Moirans à Montmélian à l'entrée de la Combe de Savoie en passant par Grenoble et en s'étirant jusqu'à la plaine de Reymure au sud. Rapidement comblé par les sédiments arrachés aux Alpes, cet ancien lac offre depuis le paysage de larges vallées glaciaires en auge.

## Géologie
Les territoires des deux communes de Moirans et de Tullins sont implantées en bordure nord de la plaine de la Basse Isère. Elles se situent à la marge de cette vaste zone anciennement marécageuse formée par le comblement du lac. Le secteur le plus large de ce lac, ou « ombilic de Moirans », correspond à une zone où la roche-mère a été affouillé, par un processus de surcreusement glaciaire.